# А йотоване
Ꙗ, ꙗ (йотоване а) — 34-та буква старослов'янської кирилиці. Побудована як лігатура букв І та А. У глаголиці відсутня — відповідні звуки там позначаються літерою «ять» (Ⱑ). Числового значення не має. На початку слів і після голосних позначає звуки [ꙗ], після приголосних — їх пом'якшення і звук [a]. У церковнослов'янської писемності зазвичай об'єднується з буквою «малий юс» (Ѧ) і також розташовується на 34-те місці в абетці. З часом встановилася практика вживання цих двох букв: йотована а зустрічалася на початку слів і після голосної, а малий юс — в середині і наприкінці слів після приголосних. До російського гражданського шрифту не входила навіть тимчасово (проте в 2-й половині XIX століття включалася в болгарський гражданський шрифт деяких видань). У скорописі буква ıa була видозмінена: ліва сторона поступово втратилася, звернувшись лише в розчерк, таким чином вона стала виглядати як «а» з С-подібним чубчиком зліва вгорі (подібна метаморфоза відбулася і зі скорописною Ю). Від цієї форми походить застаріле рукописне українське Я, яке нагадує нерозривне унизу «ꞛ» (). Нинішня Я походить від малого юса.

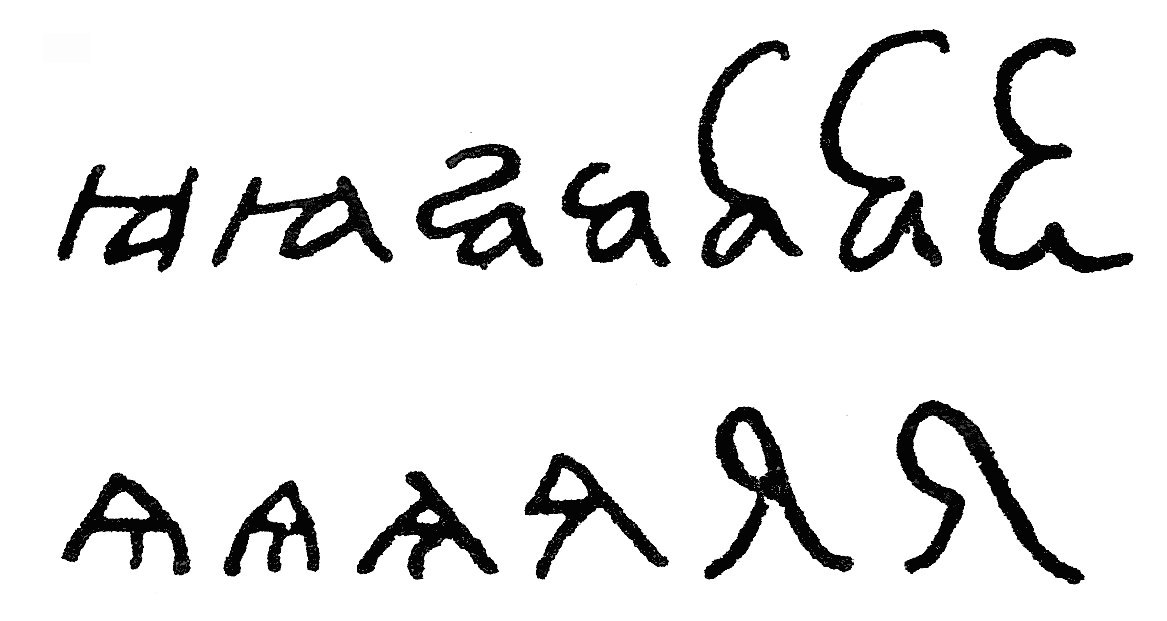
Розвиток малого юса та іа.
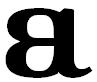
Українське мале йотоване А, сучасна стилізація.
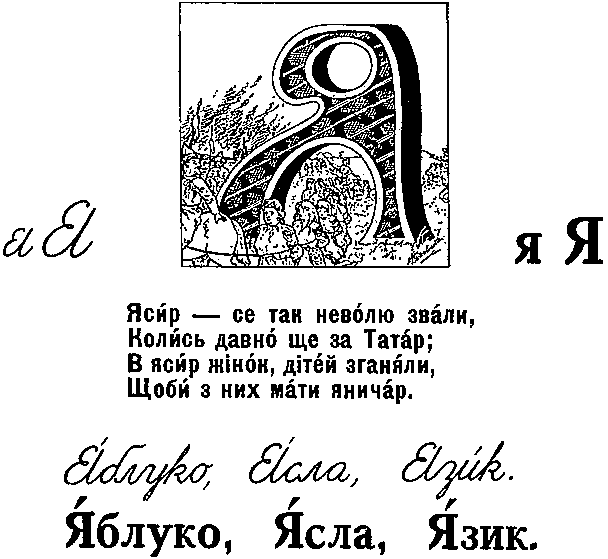
Частина сторінки з української емігрантської абетки.

## Кодування
| Літера          | Ꙗ                                  | Ꙗ                                  | ꙗ                                | ꙗ                                |
| Назва у Юнікоді | CYRILLIC CAPITAL LETTER IOTIFIED A | CYRILLIC CAPITAL LETTER IOTIFIED A | CYRILLIC SMALL LETTER IOTIFIED A | CYRILLIC SMALL LETTER IOTIFIED A |
| Кодування       | decimal                            | hex                                | decimal                          | hex                              |
| Unicode         | 42582                              | A656                               | 42583                            | A657                             |
| UTF-8           | 234 153 150                        | EA 99 96                           | 234 153 151                      | EA 99 97                         |